# الکساندر زوئف
الکساندر زوئف (روسی: Александр Львович Зуев؛ زادهٔ ۴ اکتبر ۱۹۹۶) بازیکن بسکتبال اهل روسیه است.
وی در مسابقات کشوری و بین‌المللی در مجموع برندهٔ ۱ مدال نقره شده‌است.